# Svenska Carnegieinstitutet
Svenska Carnegieinstitutet, stiftelse bildad 1982 med syfte att "främja forskning om drogmissbruk, kriminalitet och andra betydande nutida samhällsproblem". Från skapandet 1982 till sin död 1988 var Nils Bejerot vetenskaplig ledare. Generalsekreterare mellan 1982 och 1998 var Jonas Hartelius. Organisationen gav årligen ut ett stipendium till en polis för att denna skulle kunna förkovra sig i frågor som rörde narkotika. Man hade även ett journalistpris som tilldelades skribenter av "dokumentärreportage eller forskningsinformation inom något av områdena drogmissbruk, kriminalitet eller andra betydande nutida samhällsproblem."
Svenska Carnegieinstitutet upphörde med sin verksamhet 2024.